# Orthactia fascipennis
Orthactia fascipennis är en tvåvingeart som beskrevs av Krober 1912. Orthactia fascipennis ingår i släktet Orthactia och familjen stilettflugor. Inga underarter finns listade i Catalogue of Life.